# Kuzma Sokolov
Kuzma Sokolov (rusky Кузьма Соколов,) (17. století? - září 1717 Jakutsk) byl jakutský kozák a objevitel.
O jeho životě není příliš známo. V záznamech se objevuje až v roce 1714, kdy byl jmenován velitelem první ruské expedice, která položila základy obchodní cesty z Jakutska do Chabarovské oblasti a města Ochotsk. Expedice měla také prozkoumat možnosti námořní cesty z Chabarovské oblasti na Kamčatku, kam byla dosud známá jen pozemní cesta ze severu, kterou objevil Vladimir Atlasov.
Od sibiřského gubernátora, knížete Matveje Petroviče Gagarina dostal za úkol:
| „ | Bez meškání postavit u Lamského moře rukou přislaných mistrů tesařů námořní loď... a na ní se s mořeplavci, mistry tesaři a kozáky přeplavit přes Lamské moře na Kamčatský nos... Pakliže se na té cestě dopustíte nedbalosti a nepořádku či liknavosti v konání díla,... a nebo z nechuti sloužit velikému caru či, sledujíce vlastní svůj zájem, na cestu se bez odkladu nevydáte, nebo, aniž jste pobývali na Kamčatce a vzali o tom od carem dosazených osob písemnou zprávu, bez pořízení se navrátíte - za to budiž na vás z rozkazu velikého cara vykonán trest smrti bez milosti a slitování. | “ |

V Ochotsku začal Sokolov se svými řemeslníky stavět loď v první loděnici, kterou založili. Když už byla loď téměř dokončena, došlo k požáru a loděnice i samotná loď lehly popelem. Sokolov podezříval domorodé Lamuty, že požár způsobili oni. Se zpožděním začal stavět novou loď. Nová loď byla stavěna větší, spíš než původní koč měla nyní tvar karbasu (druh lodice používané zejména na Bílém moři), o délce osmi a půl sáhu a šíři tři sáhy. Ponor měla tři a půl stopy a měla tři stožáry. Po vystavení lodě pojmenované Vostok vyplul Sokolov v roce 1716 z Ochotska se skupinou kozáků, námořníků a řemeslníků. V červnu 1716 překonali Sokolovovi muži pod velením archangelského kormidelníka Nikifora Tresky Ochotské moře a přistáli u ústí Tigilu. Sokolov prozkoumal západní pobřeží Kamčatky a přezimovali v blízkosti 55° severní šířky. Na jaře se vrátil zpět do Ochotska, přičemž sledoval kamčatské pobřeží až k řece Iča.
Je pokládán za objevitele námořního spojení s Kamčatkou, čímž otevřel Kamčatku lodní dopravě a její kolonizaci. Krátce po návratu v roce 1717 v Jakutsku zemřel.
Sokolovův karbas Vostok byl první lodí, která byla v Ochotsku postavena a zároveň první ruskou lodí na Dálném východě.